# Tetraponera grandidieri
Tetraponera grandidieri é uma espécie de formiga do gênero Tetraponera, pertencente à subfamília Pseudomyrmecinae.